# Luca Raffaelli
Luca Raffaelli (Roma, 6 giugno 1959) è un giornalista, saggista e sceneggiatore italiano esperto di fumetti e animazione.

## Biografia
Ha iniziato a scrivere nel 1976 sulle pagine de Il fumetto, rivista dell’Anaf. Dopo aver fondato la rivista di critica L'urlo, ha cominciato a collaborare sulle pagine di Paese Sera nel 1980, assumendo poi il ruolo di redattore capo dell’edizione italiana di Métal Hurlant. Nel 1981 ha diretto due servizi sul fumetto per La parola e l'immagine, programma culturale di Rai 3: il primo con la prima intervista tv ad Andrea Pazienza e Filippo Scozzari, il secondo sulla crisi delle riviste con interviste a Oreste Del Buono, Luigi Bernardi, Milo Manara, Vittorio Giardino, e tanti altri. Queste interviste sono state riproposte all'interno del programma Wonderland. Sempre per la televisione ha lavorato come regista, conduttore e autore (Mattina 2, Tele+bambini, Go-cart).
Dal 1994 cura la rubrica Nuvolette su Lanciostory e da diversi anni scrive di animazione e fumetti su La Repubblica e Il Venerdì di Repubblica. Per Repubblica ha anche curato e scritto tutte le introduzioni della collana de I classici del fumetto, I classici del fumetto serie oro, L'enciclopedia delle strisce, Graphic-novel, la collezione storica a colori di Tex, Zagor, Dylan Dog, Martyn Mystère, e poi delle collezioni dedicate a Andrea Pazienza, Guido Crepax e Hugo Pratt. Nel 1994 ha pubblicato il saggio Le anime disegnate. Il pensiero nei cartoon da Disney ai giapponesi, ristampato nel 2005 da Minimumfax e nel 2018, in versione riveduta e aggiornata, da Tunué. Il libro è stato pubblicato in Francia da Dremland nel 1996 e da Mincione Edizioni nel 2021 con il titolo "Lea âmes dessinées" e, in forma ridotta nel 1998, nella raccolta di saggi "A Reader in Animation Studies" (John Libbey Publishing).
È stato vicedirettore del Salone di Lucca nel 1986. È stato il direttore artistico di Castelli Animati, il festival internazionale del cinema d'animazione di Genzano, e per i primi suoi dieci anni di Romics, il festival del fumetto e dell'animazione di Roma. È stato curatore di varie mostre: ad esempio "Gulp! Goal! Ciak!", la mostra su cinema e fumetto al Museo del Cinema di Torino e su calcio e fumetto allo Juventus Museum, "Altan. Pimpa, Cipputi e altri pensatori", al Maxxi di Roma, insieme ad Anne Palopoli, "Altan, Cipputi e la Pimpa: il mondo com'è... e come dovrebbe essere" al Palazzo Buontalenti di Pistoia nel 2023, "Massimo Mattioli, gli scontri e le magie" al Clap Museum di Pescara nel 2024. 
Come sceneggiatore, tra gli altri lavori, ha collaborato nel 2002 con Giulio Cingoli e Dario Fo al lungometraggio animato Johan Padan a la descoverta de le Americhe, e nel 2003 al primo film d'animazione italiano in 3D, L'apetta Giulia e la signora Vita.
Nel 1997 ha pubblicato "Il fumetto" (Il Saggiatore - Flammarion), in cui passa in rassegna i diversi formati in cui si propone la nona arte, tracciandone la storia centenaria, e nel 2009 "Tratti e ritratti, i grandi personaggi del fumetto da Alan Ford a Zagor" con minimum fax, in cui raccoglie, ampiamente rivedute, 78 introduzioni ai volumi delle collane I classici del fumetto e I classici del fumetto serie oro. Ha inoltre scritto libri per bambini e ragazzi: Un fantasma in cucina, Gianga e Perepè, pubblicati da Mondadori e Enrichetto Cosimo alla ricerca del manga mangante per Einaudi Ragazzi nel 2012. Nel 2020 diventa un romanzo a fumetti disegnato da Enrico Pierpaoli e pubblicato da Tunué dal titolo Ciao mamma, vado in Giappone!. 
Nel 2021 ha scritto insieme a Valerio Bindi il saggio "Che cos'è un fumetto", pubblicato da Carocci.
Sempre nel 2021 pubblica con Mincione edizioni Lo spazio dentro, il suo primo romanzo destinato a un pubblico adulto. 
Nel luglio 2022 è entrato nel Guinness dei primati come "longest serving magazine columnist" per i 28 anni e 155 giorni di pubblicazione della rubrica "Nuvolette" sul settimanale Lanciostory.
Nel 2023 è curatore dell'International Museum of Comic Art nel Palazzo del Fumetto di Pordenone: una mostra permanente sulla storia del fumetto multimediale, costruita su armadi in grado di proteggere gli originali dei grandi maestri del fumetto e di proporre sulle ante le diverse riproduzioni. Dal 2024 è Direttore Artistico del Palazzo del Fumetto di Pordenone dove ha curato mostre e catalogo dell'esposizione dedicata a Alfredo Castelli, Chris Ware e Benito Jacovitti. 
Nell'ottobre del 2024 Tora edizioni ha pubblicato L'ospite, un romanzo a fumetti realizzato da Oscar Grillo riportando integralmente un suo racconto su un uomo che, lavandosi i denti, vede uscire dalla bocca un topolino. 

## Opere
- Pesce Pinolo e Albero Armando (Stampa Alternativa, 1991)
- Le anime disegnate. Il pensiero nei cartoon da Disney ai giapponesi e oltre (I ed. Castelvecchi 1994, II ed. minimum fax 2005, III ed. Tunué 2018)
- Il fumetto (Il Saggiatore - Flammarion 1997)
- Un fantasma in cucina (Mondadori, 1999)
- Gianga e Perepè (Mondadori, 2001)
- Tratti e ritratti, i grandi personaggi del fumetto da Alan Ford a Zagor (minimum fax, 2009)
- Enrichetto Cosimo alla ricerca del manga mangante (disegni di Andrea Cavallini, Einaudi Ragazzi, 2012)
- Ciao Mamma, vado in Giappone (con Enrico Pierpaoli, Tunué 2020)
- Che cos'è un fumetto? (scritto con Valerio Bindi, Carocci editore, 2021)
- Lo spazio dentro (Mincione edizioni, 2021)
- L'ospite (con Oscar Grillo, Tora edizioni, 2024)